# Victory Through Air Power
Victory Through Air Power är en amerikansk delvis animerad film, från 1943 från Walt Disney Productions.

## Handling
I filmen framförs Major Alexander de Severskys idéer om att man med hjälp av strategisk bombning kan vinna kriget mot Hitler utan att använda marktrupp.
- Filmen inleds med 20 minuter komisk animerad flygplanshistoria, från 1903 till 1943.
- Filmens föreläsare, Alexander de Seversky, presenteras genom en animerad tillbakablick på majorens liv från sin uppväxt i Ryssland, via immigrationen till USA och arbete som flygplanskonstruktör till författare av boken Victory Through Air Power.
- Föredraget är i tre delar: 1. beskrivning av världsläget, 2. flygvapnets överlägsenhet, 3. hur de allierade ska besegra, först Tyskland, sedan Japan. Dessa avsnitt består av studiofilm med Alexander de Seversky framför kartor och jordglob, animerade sekvenser i närmast realistisk stil och stilistiska kartor som med pilar och symboler visar hur styrkor och materiel transporteras över världen.
- Filmen avslutas med en symbolisk strid mellan en amerikansk örn och en bläckfisk som ska föreställa Japan. Örnen segrar och stjärnbaneret vajar för vinden.

## Om filmen
Under andra världskriget fick Walt Disney i uppdrag att göra ett antal propagandafilmer åt den amerikanska militären. Victory Through Air Power förbjöds att visas i Sverige under andra världskriget. Filmen nominerades till en Oscar i kategorin bästa musik 1943.

## Rollista (i urval)
- Alexander de Seversky, Art Baker (röst).

## DVD-utgåva
Filmen finns utgiven på DVD i en box kallad "On the Front Lines" endast i USA.[källa behövs] Boxen med två skivor innehåller filmer som Disney gjorde för staten i propagandasyfte under andra världskriget, med titlar som Kalle Anka tar värvning, Pluto blir mascot, Pluto knäcker nötter, Jan Långben ohoj, Kalle Anka på krigsstigen, Der Fuehrer's Face, Herrefolket, Reason and Emotion, Seven Wise Dwarfs. Dessutom visas några exempel från undervisningsfilmer som skapades under denna period.